# Костиль, Бенуа
Бенуа́ Ги Робе́р Кости́ль (фр. Benoît Guy Robert Costil; род. 3 июля 1987, Кан) — французский футболист, вратарь итальянского клуба «Салернитана». Выступал за сборную Франции.

## Клубная карьера
Костиль начал свою карьеру в футбольном клубе «Кан», выступавшем в то время в Лиге 1, но за несколько лет сыграл всего 10 матчей. Сезон 2008/09 он провёл в аренде, в клубе Лиги 2 «Ванн». 17 июня 2009 года Бенуа подписал контракт с «Седаном» до июня 2011 года. За два года Костиль отыграл 76 матчей и по итогам сезона 2010/11 был признан лучшим вратарём Лиги 2. После окончания контракта с «Седаном» 14 июня 2011 года он подписал 3-летний контракт с «Ренном». Благодаря этому трансферу Костиль впервые вернулся в Лигу 1 с тех пор, как выступал за «Кан».

## Карьера в сборной
В 2008 году Костиль играл за молодёжную сборную Франции на Тулонском турнире. В 2016 году главный тренер первой сборной Дидье Дешам включил голкипера в окончательную заявку команды для участия в домашнем Евро-2016.

## Достижения
- Серебряный призёр чемпионата Европы: 2016
- Финалист Кубка французской лиги: 2012/13